# Pierre de Gilestone
La Pierre de Gilestone est un mégalithe datant de l'Âge du bronze situé près de Talybont-on-Usk, dans le comté de Powys, au Pays de Galles.

## Situation
La pierre se trouve à environ 300 mètres au nord de Talybont-on-Usk et à une centaine de mètres au nord-ouest de Llansantffraed (en) ; elle se dresse dans un pré situé entre une maison de campagne (Gilestone Farm) et la rivière Usk.

## Description
La Pierre de Gilestone, qui a vaguement la forme d'un trône de pierre, mesure 3 m de hauteur pour 2,70 m de largeur et 1 m d'épaisseur ; selon la Royal Commission on the Ancient and Historical Monuments in Wales, la pierre mesure 2,97 m de hauteur pour 2,44 m de largeur et 1,37 m d'épaisseur et pourrait être un bloc erratique, et non un véritable menhir.